# Ихойоки
Ихойоки — река в России, протекает в Лахденпохском районе Республики Карелия. Длина реки составляет 6,9 км.
В 6,6 км от устья, по левому берегу реки впадает река Тухринйоки. Ниже по левому берегу реки находится деревня Ихоярвенкюля. Впадает в озеро Ихоярви. Из Ихоярви вытекает река Тервунйоки длиной 2,6 км, впадающая в Ладожское озеро.

## Данные водного реестра
По данным государственного водного реестра России относится к Балтийскому бассейновому округу, водохозяйственный участок реки — Водные объекты бассейна оз. Ладожское без рек Волхов, Свирь и Сясь, речной подбассейн реки — Нева и реки бассейна Ладожского озера (без подбассейна Свирь и Волхов, российская часть бассейнов). Относится к речному бассейну реки Нева (включая бассейны рек Онежского и Ладожского озера).
Код объекта в государственном водном реестре — 01040300212102000010702.